# (809) Lundia
(809) Lundia es un asteroide perteneciente al cinturón de asteroides descubierto el 11 de agosto de 1915 por Maximilian Franz Wolf desde el observatorio de Heidelberg-Königstuhl, Alemania.
Está nombrado por la ciudad sueca de Lund.